# Agostino (film)
Agostino è un film del 1962 diretto da Mauro Bolognini, tratto dal romanzo omonimo di Alberto Moravia.

## Trama
Il piccolo Agostino, di circa 13 anni, ha un legame molto intenso con la madre, una donna facoltosa rimasta vedova.
Durante le vacanze estive lungo la riviera veneziana, lei inizia una relazione con un giovane di nome Renzo, ma il ragazzo ne rimane turbato.
Tediato anche dalle amicizie con i compagni di albergo di buona famiglia, egli inizia perciò a frequentare una banda di ragazzi di strada, attratto dalla loro sregolatezza, finché non diventa oggetto di derisione e di calunnie.
Cerca infine aiuto in quello che fra loro si era mostrato più amichevole, Sandro, che lo accompagna  nella casa di tolleranza di una prostituta di nome Tecla, ma costei lo respinge, ponendo fine al suo maldestro tentativo di introdursi in una dimensione alternativa a quella pura e infantile rappresentata dalla madre, nella quale non si riconosceva più.